# For Your Pleasure
| Recensione              | Giudizio       |
| ----------------------- | -------------- |
| AllMusic                | [ 3 ]          |
| Robert Christgau        | B              |
| Sputnikmusic            | 5.0 (Classic)  |
| Storia della musica     | [ 6 ]          |
| Piero Scaruffi          | [ 7 ]          |
| Ondarock                | Pietra miliare |
| Dizionario del Pop-Rock | [ 9 ]          |
| 24.000 dischi           | [ 10 ]         |

For Your Pleasure è il secondo album della band glam rock britannica Roxy Music, pubblicato nel 1973 dalla Island Records. È l'ultimo album in cui suona con il gruppo Brian Eno, genio del sintetizzatore e degli effetti elettronici, che comincerà subito dopo una fortunata carriera solista.

## Il disco
L'album conferma il successo che i Roxy Music avevano ottenuto con il precedente eponimo album di esordio. L'esplosiva ed originale miscela di rock e sperimentazione offerta dal gruppo nei due capolavori, apre nuove strade per le rock-band di quel tempo, e sarà presa a modello per tutto il decennio successivo.
Brani travolgenti, quali Do The Strand e Editions of You, si alternano a brani più lenti ma di grande spessore innovativo, come The Bogus Man, For Your Pleasure e In Every Dream Home a Heartache, quest'ultimo dominato dal lavoro al sintetizzatore di Eno e da un sensazionale assolo di chitarra di Manzanera.
Sulla copertina dell'album una foto di Amanda Lear con un abito nero ed attillato mentre tiene al guinzaglio una pantera nera. La copertina è stata descritta come "famosa come l'album stesso" ed ha introdotto Amanda Lear al rock and roll.
For Your Pleasure salirà nel 1973 al quarto posto della classifica britannica di vendite. Nel 2000, la rivista britannica Q lo piazza al 33º posto tra i migliori album britannici di sempre. Nel 2003, viene votato da Rolling Stone come il 394° miglior album di tutti i tempi. Secondo Pitchfork, è l'87° miglior disco degli anni settanta.

## Pubblicazione
L'album (raffigurante una giovane Amanda Lear in tacchi a spillo che tiene al guinzaglio una pantera nera) esce in vinile nel 1973 per la Island Records nel Regno Unito (nr. di catalogo ILPS 9232) ed in Europa, mentre in nord America viene pubblicato dalla Warner Bros. Records. La prima edizione in CD è quella della britannica E.G. Records (823 018-2), nel 1984. Tra le ultime edizioni, vi sono quella della E.G. su CD (EGCD 8) e quella della Virgin Records su vinile (509992-43032-17).

## Tracce

### LP
Lato A
Testi e musiche di Bryan Ferry.
1. Do the Strand – 4:00
2. Beauty Queen – 4:35
3. Strictly Confidential – 3:42
4. Editions of You – 3:40
5. In Every Dream Home a Heartache – 4:25

Lato B
Testi e musiche di Bryan Ferry.
1. The Bogus Man – 9:22
2. Grey Lagoons – 4:11
3. For Your Pleasure – 6:58

## Formazione
- Bryan Ferry – voce, tastiere
- Brian Eno – sintetizzatore, tapes
- Andrew Mackay – oboe, sassofono
- Phil Manzanera – chitarra
- Paul Thompson – batteria

Ospite
- John Porter – basso

Note aggiuntive
- Chris Thomas (A1, A2, A3, A4 e A5), John Anthony (B1, B2 e B3) e Roxy Music - produttori (per la E.G. Records)
- Registrazioni effettuate al AIR Studios di Londra (Inghilterra) nel febbraio 1973
- John Middleton e John Punter - ingegneri delle registrazioni
- Karl Stoecker - foto copertina album
- Nicholas de Ville - art direction copertina album
- C.C.S. - artwork copertina album
- Amanda Lear - modella in copertina[13]

## Classifica
Album
| Anno | Classifica            | Posizione raggiunta |
| ---- | --------------------- | ------------------- |
| 1973 | Official Albums Chart | 4                   |
| 1973 | Billboard 200         | 193                 |